# Har Bosmat
Har Bosmat nebo Har Basmat (hebrejsky: הר בשמת) je vrch o nadmořské výšce 847 metrů v jižním Izraeli, v pohoří Harej Ejlat.
Nachází se cca 25 kilometrů severoseverozápadně od města Ejlat, cca 11 kilometrů jihozápadně od vesnice Elifaz a cca 5 kilometrů od mezistátní hranice mezi Izraelem a Egyptem. Má podobu výrazného odlesněného skalního masivu, jehož svahy spadají do hlubokých údolí, jimiž protékají vádí. Výrazný je zejména sráz na východní straně, do údolí vádí Nachal Timna (kde se rozevírá údolí Timna s archeologickými památkami) a Nachal Nechuštan. Vlastní vrcholová partie má mírnější terénní modelaci. Stéká z ní na severozápad vádí Nachal Botmim a Nachal Botem. Krajina v okolí hory je členěna četnými skalnatými vrchy. Na jihovýchodě je to Har Etek, na západě Har Seguv a na severovýchodě Har Berech. Západně od hory prochází nedaleko egyptské hranice silnice číslo 12.